# Erzsébet Márkus
Erzsébet Márkus (Sopron, 23 agosto 1969) è un'ex sollevatrice ungherese medagliata olimpica e mondiale e campionessa europea che ha gareggiato nelle categorie dei pesi medi (fino a 60/64 kg.) e dei pesi massimi leggeri (fino a 69 kg.).

## Carriera
Erzsébet Márkus si rivelò dapprima ai Campionati europei di Santa Cruz de Tenerife nel 1990, quando vinse la medaglia di bronzo nello slancio con 90,0 kg. e poi ai Campionati europei di Loures 1992, quando vinse la medaglia di bronzo nella categoria dei pesi medi (fino a 60 kg.) con 172,5 kg. nel totale.
L'anno seguente ottenne la medaglia d'argento ai Campionati europei di Valencia con 192,5 kg. nel totale nella nuova categoria dei pesi medi (fino a 64 kg.), terminando dietro alla greca Maria Christoforidou (stesso risultato di Márkus nel totale) e davanti alla tedesca Stefanie Utsch (187,5 kg.).
Nel 1994 Márkus vinse la medaglia d'argento ai Campionati europei di Roma con 190 kg. nel totale, preceduta questa volta dalla bulgara Daniela Kerkelova (192,5 kg.) e mettendosi alle spalle la greca Alexia Papageōrgiou (182,5 kg.). Lo stesso anno Márkus vinse la medaglia di bronzo ai Campionati mondiali di Istanbul con 197,5 kg. nel totale, alle spalle della cinese Li Hongyun (235 kg.) e della taiwanese Kuo Shu-fen (205 kg.).
L'anno successivo Erzsébet Márkus ottenne un'altra medaglia d'argento ai Campionati europei di Be'er Sheva con 192,5 kg. nel totale, dietro la francese Bénédicte Comblez (stesso risultato di Márkus nel totale).
Nel 1997 Márkus vinse la sua quarta medaglia d'argento continentale in occasione dei Campionati europei di Siviglia, sollevando 197,5 kg. nel totale, stesso risultato della 1ª classificata, la greca Iōanna Chatzīiōannou.
Tuttavia, l'anno seguente Erzsébet Márkus, dopo essere passata alla categoria superiore dei pesi massimi leggeri, riuscì a centrare il suo primo titolo continentale, vincendo la medaglia d'oro ai Campionati europei di Riesa con 215 kg. nel totale, battendo la russa Svetlana Chabirova (argento con 207,5 kg.) e la polacca Beata Prei (bronzo con lo stesso risultato di Chabirova nel totale).
Nel 1999 Márkus vinse la medaglia di bronzo ai Campionati mondiali di Atene con 232,5 kg. nel totale, terminando dietro alla cinese Sun Tianni (247,5 kg.) e alla bulgara Milena Trendafilova (stesso risultato di Márkus nel totale).
Un anno dopo Erzsébet Márkus partecipò alle Olimpiadi di Sydney 2000, dove il sllevamento pesi femminile faceva il suo esordio olimpico, riuscendo a conquistare la medaglia d'argento con 242,5 kg. nel totale, perdendo la medaglia d'oro nei confronti della cinese Lin Weining, la quale chiuse la gara con lo stesso risultato nel totale, solo per il suo peso corporeo superiore a quello della cinese. In quella occasione Márkus realizzò il record mondiale nella prova di strappo con 112,5 kg.
Nel 2001 Erzsébet Márkus decise di ritirarsi dall'attività agonistica, ma rimase nell'ambiente del sollevamento pesi come allenatrice e partecipando come assistente tecnico della squadra femminile ungherese di sollevamento pesi alle Olimpiadi di Atene 2004.